# R-Port
Az R-Port egy magyar könnyűzenei együttes.
Az együttes tagjai a Rakonczai-fivérek a V.I.P. együttesben kezdték zenei pályafutásukat 1997-ben. Négy sikeres album és egy válogatáslemez után az együttes 2001-ben feloszlott, a tagok szólókarrierbe kezdtek. A Rakonczai-fivérek pedig megalapították saját együttesüket R-Port néven. Még ugyanebben az évben kiadták első albumukat az Akarom, hogy rám találjt, majd az azonos című kislemezt. 2001 október elején a Fáj című kislemez is a boltokba került. Az új album előfutáraként 2003. novemberében jelent meg a Halló! című kislemez. Rakonczai Viktor, 2004-ben megkapta az Év Artisjus-díjas zeneszerzője címet, Ő lett 2005 Emerton-díjas zeneszerzője. 

## Albumok
- 2001 – Akarom, hogy rám találj (BMG)
- 2003 – Te vagy aki kell

## Külső hivatkozások
- R-port: Amerikai kiruccanás[halott link]
- Az R-Port zenekar amerikai kalandja